# Cornelius Loos (Generalmajor)

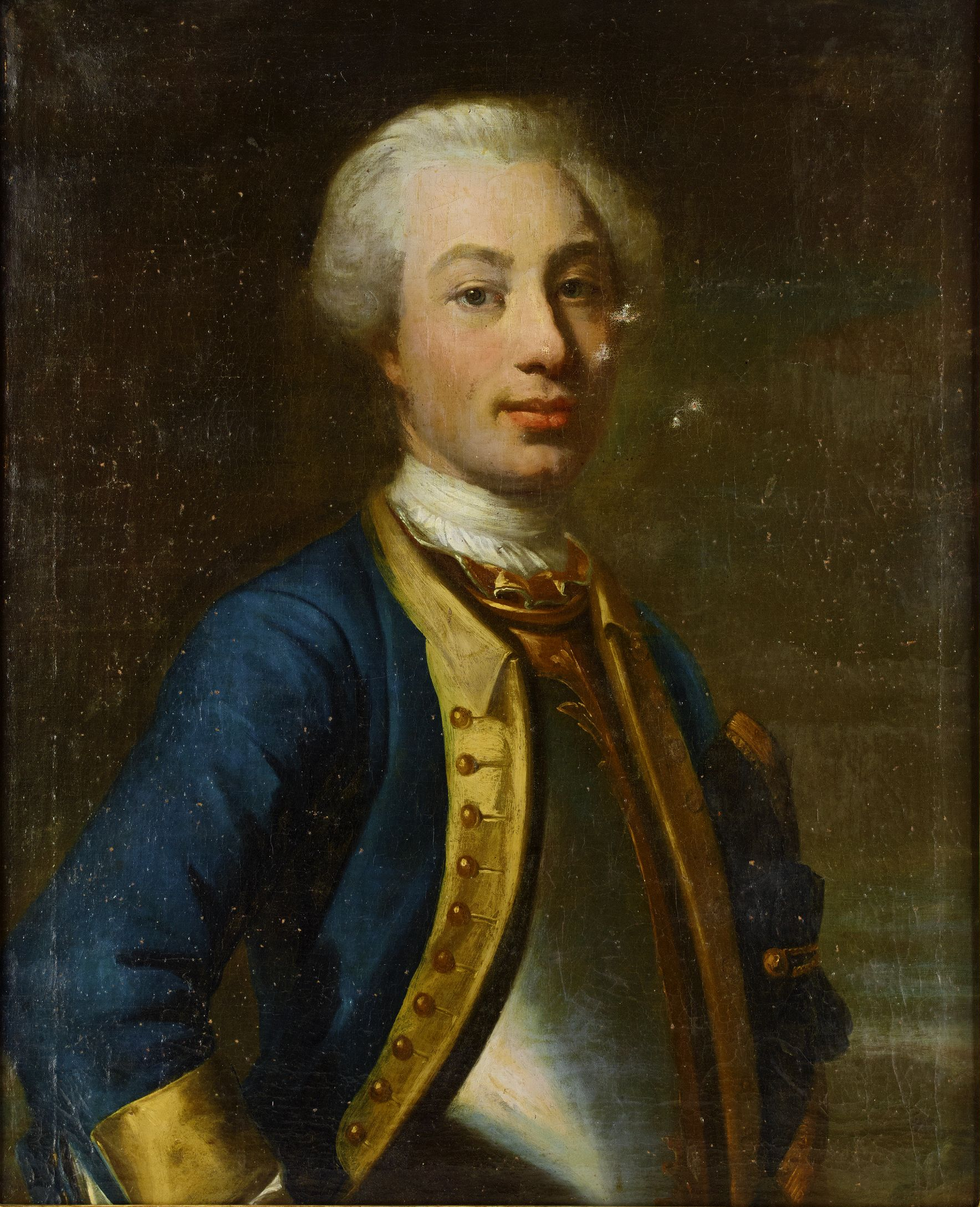
Cornelius Loos, Gemälde von Johan Henrik Scheffel

Cornelius Loos, ab 1711 Cornelius von Loos, Cornelius af Loos (* 4. Februar 1686 in Stockholm; † 15. April 1738 in Hamburg) war ein schwedischer Generalmajor und Ingenieuroffizier, der als Zeichner und Orientreisender bekannt wurde.

## Leben
Cornelius Loos war der Sohn eines Schankwirts in Stockholm. Er schlug die Offizierslaufbahn ein und gehörte zum Gefolge von König Karl XII. von Schweden bei der Schlacht bei Poltawa. 1710 beauftragte ihn der König in seinem Zufluchtsort Bender im heutigen Moldawien, gemeinsam mit Conrad Sparre (1680–1744) und Hans Gyllenskepp (1687–1738) eine Expedition durch den Orient durchzuführen und dort die Baudenkmäler zeichnerisch aufzunehmen. Die Orientreise Loos und seiner Begleitung führte von Bender im Januar 1710 zunächst nach Konstantinopel, dann per Schiff nach Ägypten und von dort auf dem Landweg über Palästina, Syrien und Kleinasien zurück.
Nach dem erfolgreichen Abschluss der Expedition im Juni 1711 wurde er in Bender am 27. August 1711 von Karl XII. in den Adelsstand erhoben und befördert. Die Original-Zeichnungen gingen überwiegend Anfang Februar 1713 beim Handgemenge von Bender durch Brand verloren. Nur 40 Blätter überdauerten und werden heute im Schwedischen Nationalmuseum in Stockholm verwahrt. Seine Karte des Orients und der angrenzenden Länder findet sich auch in der Bibliothek der Harvard University.
Die Zeichnungen von Loos wurden durch Kupferstiche weit verbreitet. Das Titelblatt des Textbuchs zur Hamburger Erstaufführung von Georg Friedrich Händels Oper Rinaldo ziert eine Darstellung der Großen Zisterne in Konstantinopel nach der Zeichnung von Loos, die eventuell auch als Vorlage für das Bühnenbild diente. Johann Bernhard Fischer von Erlach verwendete Loos’ Zeichnung der Ruinen von Palmyra in seinem Entwurff einer Historischen Architectur 1721.

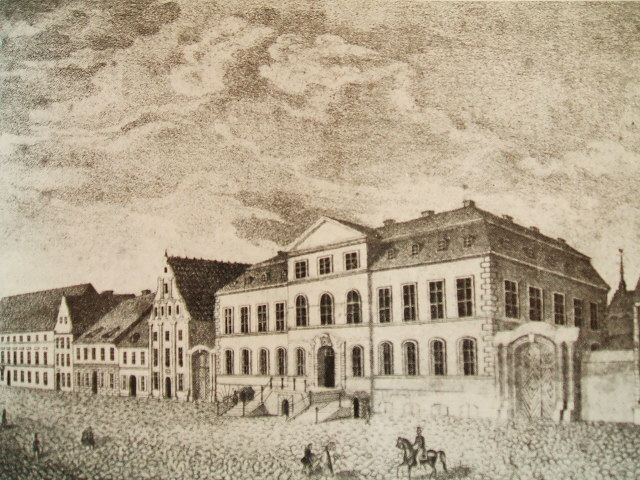
Meyerfeldtsches Palais in der Badenstraße in Stralsund

1714 eskortierte Loos im Auftrag Karls XII. Stanislaus I. Leszczyński über Paris nach Zweibrücken, wo er für einige Jahre als Major der Fortifikation Dienst tat. Ab 1721 war er in Schwedisch-Pommern tätig. Er verstärkte die Stralsunder Stadtbefestigungen und erbaute in der Zeit von 1726 bis 1730 in Stralsund das Meyerfeldtsche Palais als Wohn- und Amtsgebäude für den Generalgouverneur von Schwedisch-Pommern Johann August Meyerfeldt. Loos dokumentierte den Bau in einem von ihm geschriebenen, in Leder gebundenen Hausbuch, in dem drei Grundrisszeichnungen des Hauses enthalten sind.
Im März 1736 nahm er als Generalmajor seinen Abschied aus schwedischen Diensten und trat in den Dienst der Hansestadt Hamburg. In Hamburg baute er 1736 das von Leonhard Christoph Sturm errichtete Herrenlogiment um und setzte im Folgejahr die Steintorbrücke instand. Er starb als Ober-Commandant der Hansestadt Hamburg.

## Familie
Am 6. Januar 1721 hatte er in der Hamburger Petrikirche Margaretha Elisabeth, geb. von Ahlefeld(t) geheiratet, die Witwe des Hamburger Ratsherrn Michael Emsteck († 1716). Ihr Sohn aus erster Ehe Michael Detlef Emsteck wurde Major und Dirigent an der Pommerschen Fortifikation in Stralsund. Ihm wurde zusammen mit seiner Schwester Catharina Margaretha Emsteck (1715–1776) 1731 in Stockholm von König Friedrich von Schweden die Annahme des Namens und Adels ihres Stiefvaters genehmigt. Das Paar hatte noch wenigstens einen Sohn Karl Friedrich (* 1724; † 27. Mai 1774). Dieser wurde preußischer Hauptmann und heiratete 1754 Charlotte Christiane von Horker (* 18. Oktober 1737; † 3. Februar 1806), das Paar hatte zahlreiche Kinder.